# Bignolata mantovana
Bignolata è una torta tipica di Mantova, fatta con bignè allo zabaione, cioccolato e panna.